# Ryan Sakoda
Ryan Keiji Sakoda (Tokio, 31 de diciembre de 1972-2 de septiembre de 2021) fue un luchador profesional japonés-estadounidense. Fue conocido por sus apariciones en la WWE y más tarde en Ultimate Pro Wrestling como entrenador a tiempo parcial para los luchadores, además de trabajar en los independientes como Ryan Sakoda.

## Carrera
Antes de llegar a la WWE, Sakoda tuvo una temporada exitosa en la promoción NWA Zero-One en Japón, derivada de sus apariciones en Ultimate Pro Wrestling. Durante este tiempo, Sakoda a menudo se desempeñaba como instructora en la Universidad Ultimate de la UPW, mientras luchaba como parte de la facción Team Emblem con las superestrellas japonesas Masato Tanaka y Shinjiro Otani.
El 6 de enero de 2003, Sakoda hizo su primera aparición en pantalla para la WWE en Raw como juez del Campeón Mundial de Peso Pesado Triple H y la pose de Scott Steiner bajo el nombre de Charlie Chan.
En septiembre de 2003, Sakoda firmó un contrato de desarrollo, no pasaría mucho tiempo antes de que Sakoda fuera incluida en la lista principal de SmackDown!. Junto con Akio hicieron su debut en la WWE el 19 de octubre de 2003 en No Mercy. Sakoda se alineó con Akio, formando el equipo Kyo Dai, los secuaces de Tajiri al estilo Yakuza.
En agosto de 2004, Sakoda fue liberado de su contrato con la WWE. Sakoda regresó a UPW en marzo de 2005 como capacitador a tiempo parcial y ejecutivo de ventas de automóviles a tiempo parcial en Worthington Ford. Hizo su regreso a la competencia en el ring a tiempo completo en 2007 con Wrestling Society X de MTV. Actualmente está luchando como independiente en el circuito de centros comerciales locales.

## Vida personal
Sakoda presentó una demanda colectiva contra WWE, alegando que los luchadores sufrieron lesiones cerebrales traumáticas mientras luchaban por ellos y que la compañía trató de ocultar esa información. La demanda fue litigada por el abogado Konstantine Kyros, quien ha estado involucrado en varias otras demandas contra WWE. En marzo de 2016, la jueza Vanessa Lynne Bryant desestimó la demanda por frívola.
Sakoda murió el 2 de septiembre de 2021, a la edad de 48 años.

## Campeonatos y logros
- Empire Wrestling Federation
  - EWF Heavyweight Championship (una vez)[4]

- Pro Wrestling Zero-One
  - NWA Intercontinental Tag Team Championship (una vez) - con Samoa Joe[5]